# ウォズ (ノット・ウォズ)
ウォズ (ノット・ウォズ)（Was (Not Was)）は、デヴィッド・ウォズとドン・ウォズ（2人合わせてウォズ兄弟とも呼ばれる）という芸名を名乗るデヴィッド・ワイスとドン・フェイゲンソンが率いるアメリカ合衆国のポップ・ロック・グループである。1979年にミシガン州デトロイトで結成された彼らの楽曲のカタログは、ポップ・スタイルとロック・スタイルの折衷的なミックスが特徴であり、多くの場合、さまざまな音楽分野のゲスト・ミュージシャンをフィーチャーしている。バンドの最も人気のあった時期は1980年代から1990年代初頭にかけてで、チャートで最もヒットした曲「ウォーク・ザ・ダイナソー」は、1988年のアルバム『ホワット・アップ・ドッグ?』のリード・シングルとして1987年にリリースされ、トップ40ヒットとして世界的に広まり、Billboard Hot 100シングル・チャートでは最高7位に達した。バンドは1990年代半ばに無期限の休止期間を過ごしたが、ミレニアムの変わり目から散発的にカムバックを果たした。最新リリースは2008年のアルバム『Boo!』である。

## 略歴

### 始まり
ワイスとフェイゲンソンは、米国ミシガン州デトロイト郊外で一緒に育った子供時代の友人であった。1979年にフェイゲンソンの貧困を何とかするため、ウォズ (ノット・ウォズ)を結成することに決めた。バンド名はフェイゲンソンの当時まだ幼かった息子トニーに由来し、トニーはまだ言葉を話し始めたばかりで、「ブルー」と「ノット・ブルー」のような相反する言葉を楽しんでいた。最初のレコーディングは、前衛的なZEレコードの12インチ・ダンス・レコード「Wheel Me Out」であった。デヴィッドの母エリザベス・エルキン・ワイスは、地元デトロイトの女優でありラジオのパイオニアでもあったため、アウトロのボーカルを提供した。この曲は、後に2000年のコンピレーション・アルバム『ディスコ (ノット・ディスコ)』に収録された。
ファースト・アルバム『ウォズ (ノット・ウォズ)』（1981年）は、ロック、ディスコ、ワイスのビート詩、レーガン時代の政治社会へのコメント、ジャズの融合であった。ボーカルには、ハリー・ボウエンスとスウィートピー・アトキンソンを起用した。彼らは、優しいいバラードと一緒に不条理で風刺的な歌を歌っていることにしっかり気づいていた。ゲスト・プレーヤーには、MC5のウェイン・クレイマー、ザ・ナックのダグ・フィーガー、チャールズ・ミンガスのトランペッターであるマーカス・ベルグレイヴが含まれていた。
1982年に、グループはリード・シンガーを務めたスウィートピー・アトキンソンのソロ・アルバム『エッ? スウィートピー (Don't Walk Away)』で演奏した。

### 発展
アルバム『ボーン・トゥ・ラフ・アット・トルネードズ』（1983年）には、エレクトロをラップするオジー・オズボーン、テクノ・ロカビリー・ナンバーを歌うミッチ・ライダー、窒息についてのバラードを演奏するメル・トーメといった多くのゲスト・ミュージシャンが参加し、「Man vs. the Empire Brain Building」と呼ばれる抽象的なファンク作品が収録されていた。歌手のドナルド・レイ・ミッチェルが3人目のリード・ボーカリストとしてグループに参加した。
1988年、彼らはシングル「ウォーク・ザ・ダイナソー」と「愛のスパイ」をフィーチャーしたアルバム『ホワット・アップ・ドッグ?』で最大のヒットを手にした。特別ゲストには、スティーヴィー・サラス、ジョン・パティトゥッチ、フランク・シナトラ・ジュニアが参加し、作曲クレジットにはエルヴィス・コステロが含まれていた。

### 映画とアニメーション作品
アーティストでアニメーターのクリストフ・サイモンは、「What Up, Dog?」、「Dad I'm in Jail」、トム・ウェイツ・スタイルの「Earth to Doris」など、彼らの見知らぬアルバム曲に伴うビデオを作成した。ビデオはMTVの番組『Liquid Television』や、「スパイク・アンド・マイク・フェスティヴァル」を含むさまざまな映画祭に登場した。この頃、ウォズ兄弟は音楽プロデューサー、映画のスコア担当、音楽スーパーバイザーとして別々のキャリアを築いていった。

### 活動休止
グループは、1990年に「Papa Was a Rollin 'Stone」のカバーを先行シングルとしたアルバム『アー・ユー・OK?』を送り出した。ゲスト・ミュージシャンには、イギー・ポップ、レナード・コーエン、ザ・ローチェス、シド・ストローが含まれていた。1992年のダイアー・ストレイツとのツアーの後、オジー・オズボーンとキム・ベイシンガーのボーカルを含む「Shake Your Head」という全英トップ5シングルが生まれたが、ワイスとフェイゲンソンはバラバラに別れ、その後はコンピレーション・アルバム『ハロー・ダッド…アイム・イン・ジェイル』だけがリリースされた。しかし、一部のメンバーは、ドンの「Orquestra Was」プロジェクトによるアルバム『Forever Is a Long Long Time』（1997年）に参加し、ハンク・ウィリアムズをジャズ/ R&B風に再解釈した。

### 再結成
2004年後半、ウォズ (ノット・ウォズ)は、クリーブランドとシカゴの「House of Blues」、フィラデルフィアの「Trocadero」など、米国内での2か月間に及ぶクラブ・ツアーのために再編された。2005年10月、彼らはロンドンのジャズ・カフェで4本のギグにて演奏した。
2008年、5枚目のスタジオ・アルバム『Boo!』をリリースした。クリス・クリストファーソン、ウェイン・クレイマー、マーカス・ミラー、ブッカー・T・ジョーンズのゲスト参加に加えて、20年ほど前にボブ・ディランと共作した曲をフィーチャーしている。4月22日、イギリスのショー番組『Later... with Jools Holland』に出演し、5月2日には『レイト・ナイト・ウィズ・コナン・オブライエン』で音楽ゲストを務めた。バンドは、その年の4月30日から米国ツアーを行った。

### マテリアルの損失
2019年6月25日の『ニューヨーク・タイムズ・マガジン』誌に掲載された、2008年のユニバーサル・スタジオでの火災によってマテリアルが破壊されたとされる数百人のアーティストの中に「ウォズ (ノット・ウォズ)」の名前があった。

## 解説
デトロイトの『Metro Times』誌でブライアン・J・ボーは、「愛らしい混乱……ファンク、ロック、ジャズ、エレクトロニック・ダンス・ミュージックのソーセージ・ファクトリーであり、すべてが個人の自由と、権威に向けた懐疑的で過激な（そして機知に富んだ）政治的メッセージによる猛烈なバックドロップをお見舞いしている」とバンドを説明した。

## ディスコグラフィ

### スタジオ・アルバム
- 『ウォズ (ノット・ウォズ)』 - Was (Not Was) (1981年) ※旧邦題『…ん?』
- 『ボーン・トゥ・ラフ・アット・トルネードズ』 - Born to Laugh at Tornadoes (1983年)
- 『ホワット・アップ・ドッグ?』 - What Up, Dog? (1988年)
- 『アー・ユー・OK?』 - Are You Okay? (1990年)
- Boo! (2008年)

### コンピレーション・アルバム
- 『(ザ・ウッドワーク)スクイークス』 - The Woodwork Squeaks (1984年) ※リミックス & Bサイド曲
- 『ニュー・ステーキ・トレンド』 - New Steak Trend (1989年) ※リミックス & Bサイド曲、日本限定、サブタイトル「ウォーク・ザ・ダイナソー・スーパー・ミックス」
- 『ハロー・ダッド…アイム・イン・ジェイル』 - Hello Dad... I'm in Jail (1992年)
- 『WAS (NOT WAS)』 - The Collection (2004年)
- Hey, King Kong!!!: Pick of the Litter 1980-2010 (2010年)

### シングル
- "Wheel Me Out" (1980年)
- 「不思議なフリーク」 - "Out Come the Freaks" (1981年)
- "Where Did Your Heart Go?" (1981年)
- 「夢みるレーガン」 - "Tell Me That I'm Dreaming" (1982年)
- "Smile" (1983年)
- "Knocked Down, Made Small (Treated Like a Rubber Ball)" (1983年)
- "(Return to the Valley of) Out Come the Freaks" (1984年)
- "Robot Girl" (1986年)
- 「愛のスパイ」 - "Spy in the House of Love" (1987年)
- 「ウォーク・ザ・ダイナソー」 - "Walk the Dinosaur" (1987年)
- "Boy's Gone Crazy" (1987年)
- "Spy in the House of Love" (1988年) ※リイシュー盤
- "Out Come the Freaks (Again)" (1988年)
- "Anything Can Happen" (1988年)
- "Papa Was a Rollin' Stone" (1990年)
- "How the Heart Behaves" (1990年)
- "I Feel Better Than James Brown" (1990年)
- "Listen Like Thieves" (1992年)
- "Shake Your Head" (1992年)
- "Somewhere in America (There's a Street Named after My Dad)" (1992年)